# 22nd Regiment of Light Dragoons (1794–1820)
Das 22nd Regiment of (Light) Dragoons  war ein Kavallerieregiment der britischen Armee, das von 1794 bis 1820 bestand.

## Geschichte
Während der Ersten Koalitionskriegs wurde das Regiment am 3. März 1794 in England aufgestellt. Es war zum Dienst in Indien bestimmt und hieß zunächst 25th Regiment of (Light) Dragoons. Colonel des Regiments war General Francis Edward Gwyn (1748–1821), nach dem das Regiment inoffiziell auch Gwyn’s Hussars genannt wurde. 
Das Regiment beteiligte sich 1795 an der Einnahme der niederländischen Kapkolonie und erreichte 1796 Indien. Es nahm dort unter anderem am Vierten Mysore-Krieg teil und wurde für seine Verdienste bei der Belagerung von Seringapatam (1799) mit einer Battle Honour ausgezeichnet.
Nachdem das bisherige 22nd Regiment of (Light) Dragoons 1802 aufgelöst worden war, wurde das Regiment zu 22nd Regiment of (Light) Dragoons umnummeriert.
1811 nahm das Regiment an der Einnahme der niederländischen Kolonie auf Java teil und war ab 1816 im Dritten Marathenkrieg eingesetzt.
Nach Kriegsende kehrte das Regiment um 1819 nach Großbritannien zurück, wo es am 5. Juni 1820 in Chatham in Kent aufgelöst wurde.